# 鄂州花湖国际机场
鄂州花湖国际机场是一座位于湖北省鄂州市的机场，场址地跨鄂州市鄂城区燕矶镇、杨叶镇和沙窝乡，2022年7月17日正式投用。机场定位为货运枢纽、客运支线、公共平台、顺丰基地，是湖北省与顺丰速运共同建设的湖北国际物流核心枢纽机场。

## 机场设施

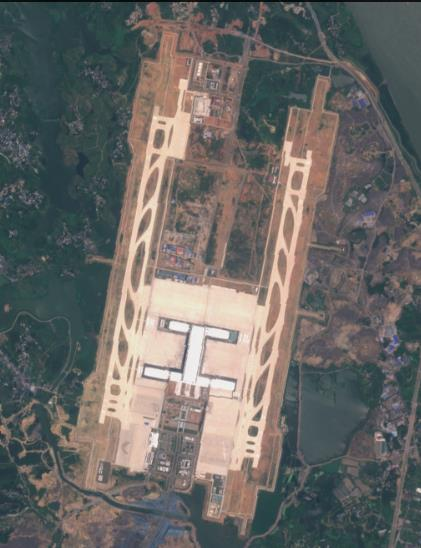
鄂州花湖机场卫星照片（2022年7月）

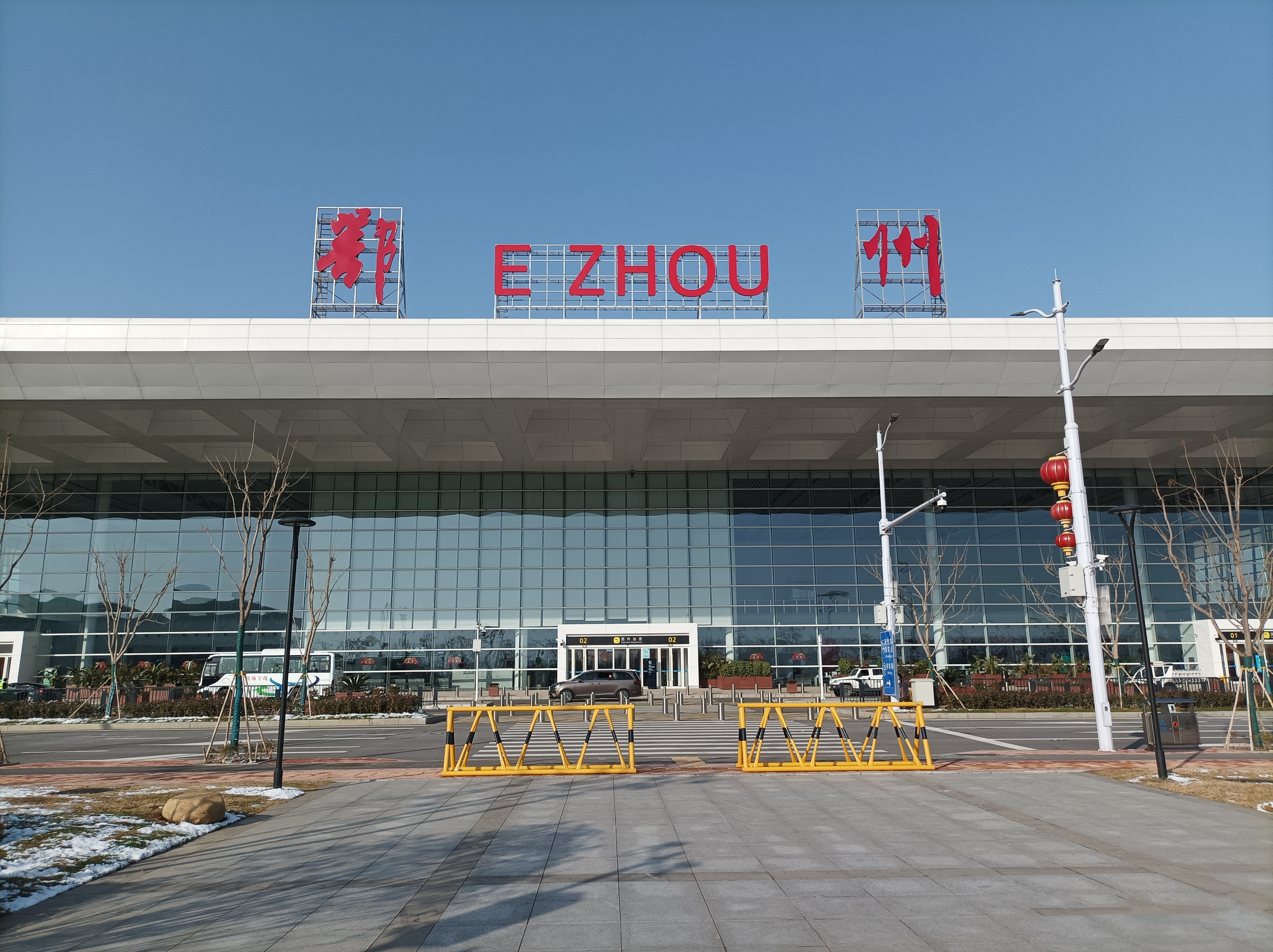
鄂州花湖机场客运航站楼外景

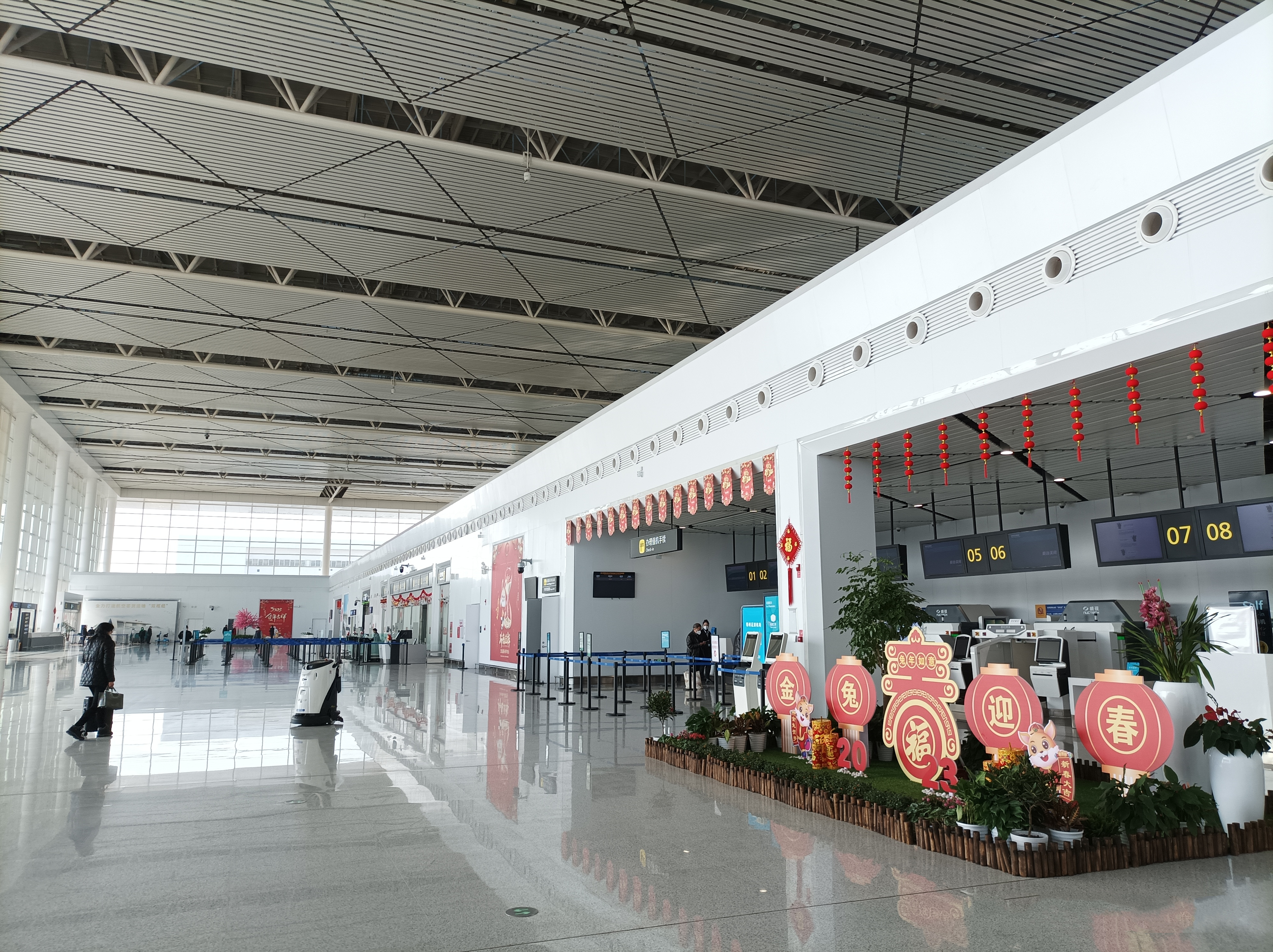
鄂州花湖机场客运航站楼内景

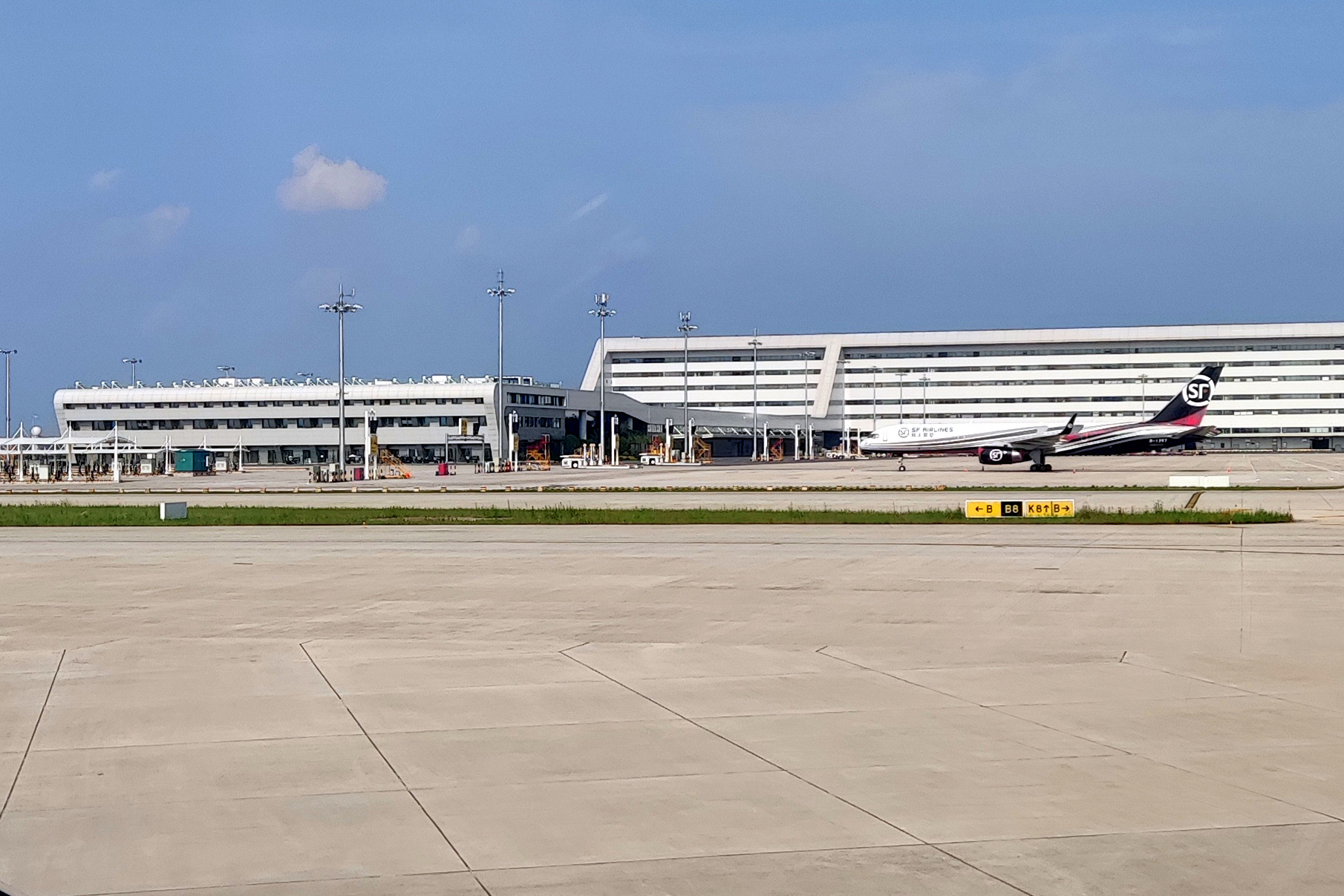
停靠在顺丰转运中心前的顺丰航空货机

### 跑道
机场包含东、西2条远距平行跑道及滑行道系统，跑道长3,600米、宽45米，跑道间距1,900米，东跑道向南错开200米，飞行区等级4E。主降方向（由北向南）均设置Ⅱ类精密进近系统，次降方向（由南向北）均设置I类精密进近系统。平行滑行道4条、垂直联络道2条，快滑12条。滑行道宽23米，两侧道肩各10.5米。

### 机坪
共有机位124个。其中，转运中心近机位56个（33D23E），远机位34个（1C14D30E）；客机机位8个（6C2E）；其他快递货运机位5个（4D1E）；货航机位9个（5D4E）；东跑道北端隔离机位1个。

### 空管系统
塔台位于转运中心北侧，高87米，距离西跑道1,152.75米，距离东跑道747.25米。
花湖机场进近管制区为机场2400米以下起降航班提供提供进近管制服务。2021年5月成立武汉终端管制中心，为终端内鄂州花湖机场、武汉天河国际机场、荆州沙市机场、岳阳三荷机场起降的航班提供进近管制服务。
二次雷达位于鄂州市鄂城区花湖镇八庙村。三个场外导航台分别位于黄石市大冶市保安镇茶山村（VOR/DME1(D)）、黄冈市团风县回龙山镇回龙村（VOR/DME2(A)）和上巴河镇天山村（VOR/DME3(F)）。

### 航站楼
航站楼位于西跑道南端东侧，面积1.5万平方米，配备机位8个（8C）。航站楼分两层，一层为出发与到达厅，包括送客厅、迎客厅、值机厅、行李提取厅、远机位候机厅、行李分拣厅、贵宾厅等。二层为候机厅。

### 货运区
货运区包括转运中心货运区、普货货运区、快件货运区、北部货运区。

#### 转运中心
作为顺丰速运转运中心使用，位于两条跑道间靠南侧区域，面积67.8万平方米。顺丰速运包裹在此进行分拣，轉運中心充分實現停泊起飛的便捷性，一東一西兩條跑道到這裡的距離幾乎相等。

#### 普货、快件货运区
普货货运区和快件货运区面积2.4万平方米，供位于西跑道东侧南端，供客机机腹带货和除顺丰速运以外的第三方快递公司使用。

#### 北货运区
北货运区为机场投用后新建，占地762亩，包括国际货站和日邮物流等企业投资的货站。

### 顺丰航空基地
作为顺丰航空基地使用，位于西跑道北端东侧，包括机务维修设施、地面服务及勤务设施、航空食品设施等。维修机库含2个窄体维修机位和4个宽体维修机位；改装机库含1个窄体改装机位和2个宽体改装机位；喷漆机库含1个机位。

### 供油设施
包含4万立方米的机场油库，临近长江沿岸有5,000吨级的码头泊位1个。

### 空中交通服务通信设施通信频率
进场自动航站情报系统：126.85
离场自动航站情报系统：127.425
进近一频：119.475(120.225)
进近二频：119.8(120.225)
东塔台：118.375(123.15)
西塔台：118.525(123.15)
地面管制西：121.7(123.15)
地面管制东：121.625(123.15)
飞行许可颁发：121.825
应急：121.5

## 航点

### 境內货运航线
| 航空公司 | 目的地 |
| -------- | --- |
| 顺丰航空 | 华北：北京/首都、天津、石家庄、呼和浩特、太原 东北：哈尔滨、沈阳、长春、大连 华东：上海/浦东、南京、杭州、济南、合肥、福州、青岛、宁波、厦门、潍坊、烟台、徐州、常州、无锡、南通、温州、义乌、泉州 中南：广州、深圳、郑州、长沙、南宁 、海口、揭阳 西南：重庆、成都/双流、昆明、贵阳、拉萨 西北：西安、兰州、银川、西宁、乌鲁木齐 |

### 境內客运航线
- 2025年夏秋航季

| 航空公司     | 目的地          |
| ------------ | --------------- |
| 华夏航空     | 重庆、温州      |
| 中国东方航空 | 成都/天府、泉州 |
| 奥凯航空     | 天津、深圳      |
| 北部湾航空   | 海口            |

### 国际货运航线
| 航空公司         | 目的地 |
| ---------------- | --- |
| 顺丰航空         | 港澳台：香港 东亚：首尔 南亚：德里、金奈、班加罗尔、拉合尔 中亚：阿拉木图 西亚：阿布扎比 欧洲：列日、法兰克福、布达佩斯、奥斯陆 北美：安克雷奇、纽约/肯尼迪、哈利法克斯 |
| 中州航空         | 河内 |
| 江苏京东货运航空 | 曼谷/素万那普 |
| 杭州圆通货运航空 | 克拉克、曼谷/素万那普 |
| My Freighter航空 | 塔什干、米兰-马尔彭萨 |
| 阿提哈德航空     | 阿布扎比 |
| 靛藍航空         | 加尔各答 |
| 埃塞俄比亚航空   | 亚德斯亚贝巴 |
| 卡利塔航空       | 首尔、安克雷奇、芝加哥、迈阿密 |
| 阿特拉斯航空     | 首尔、名古屋、河内、安克雷奇、西雅图、芝加哥、芝加哥、达拉斯、檀香山 |
| 马士基航空       | 纳沃伊、比隆、列日 |
| 西伯利亚航空     | 莫斯科/多莫杰多沃 |
| Geosky航空       | 第比利斯、布达佩斯 |
| ASL比利时航空    | 阿拉木图、列日 |

## 运量统计
请参阅源Wikidata查询.
| 年份 | 旅客吞吐量（人） | 增长率     | 中国内地排名 | 货邮吞吐量（吨） | 增长率       | 中国内地排名 | 起降架次（架） | 增长率     | 中国内地排名 |
| ---- | ---------------- | ---------- | ------------ | ---------------- | ------------ | ------------ | -------------- | ---------- | ------------ |
| 2022 | 25,787           | N/A        | 225          | 46.8             | N/A          | 188          | 769            | N/A        | 223          |
| 2023 | 420,532          | ▲01,530.8% | 148          | 245,281.9        | ▲0523,995.4% | 16           | 16,670         | ▲02,067.8% | 109          |
| 2024 | 438,562          | ▲04.3%     | 149          | 865,186.8        | ▲0252.7%     | 5            | 39,168         | ▲0135.0%   | 71           |

## 交通配套

### 高速公路

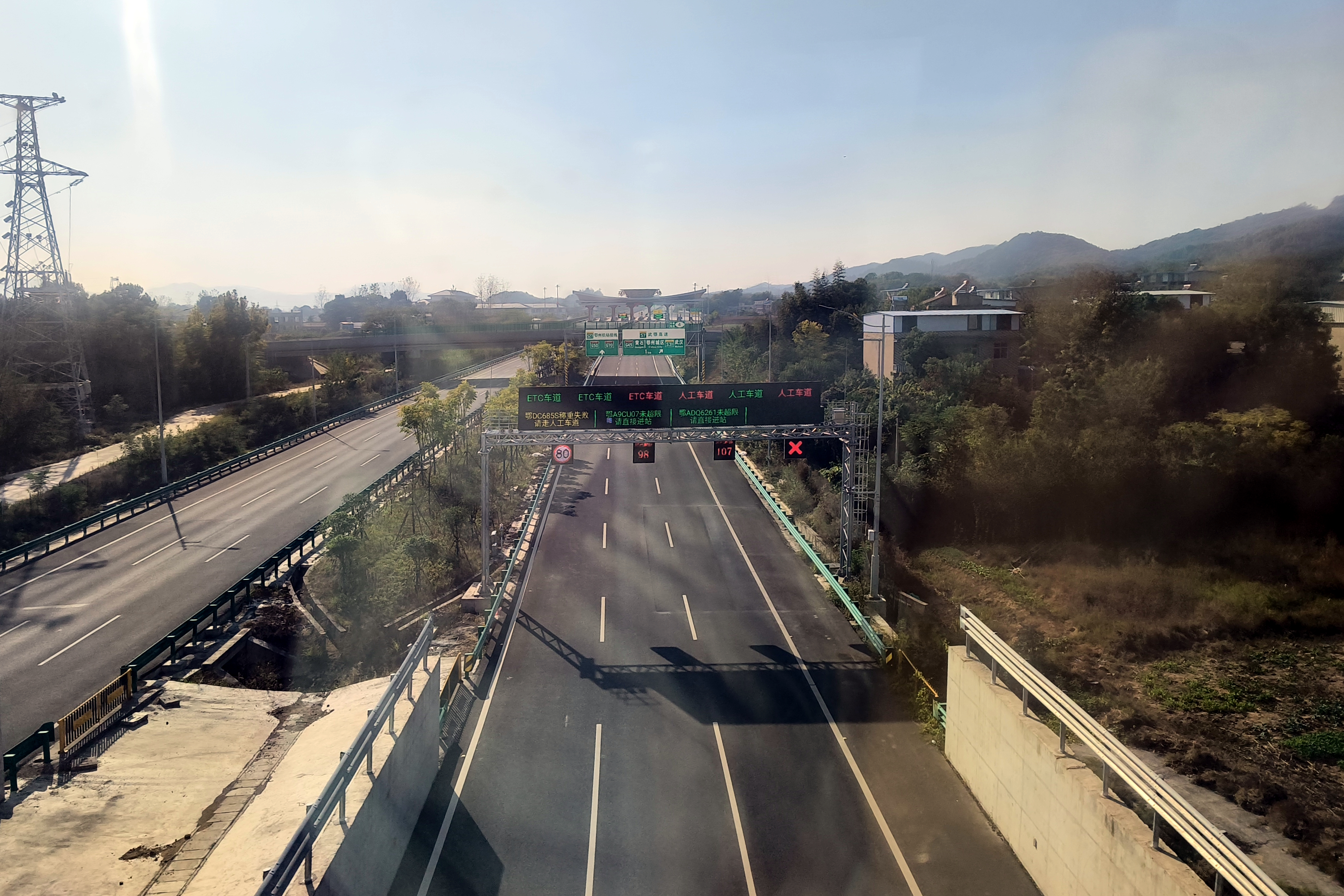
鄂州机场接线高速公路是湖北省首条“智慧高速”

鄂州机场接线高速公路自机场南端引出并向西延伸，先后与 武鄂高速、 沪渝高速和 福银高速共用段相连。未来还将继续向西延伸，与 宁武高速、  黄咸高速 、  武汉都市圈环线相连。

### 机场巴士
| 线路 | 站点                                                                            | 单程票价 |
| ---- | ------------------------------------------------------------------------------- | -------- |
| 801  | 花湖机场→海宁皮草城东→交通局西（领秀1+8小区）→莲花山→市政府→市财政局→鄂州火车站 | 10元     |
| 802  | 花湖机场→葛店南站                                                               | 15元     |

| 线路          | 站点              | 单程票价 |
| ------------- | ----------------- | -------- |
| 花湖机场↔黄石 | 花湖机场↔天虹小区 | 18元     |

| 线路 | 站点                                                                                           | 单程票价 |
| ---- | ---------------------------------------------------------------------------------------------- | -------- |
| 91   | 去程：虹桥→新港三路→师院西门→黄高西门→汇源→花湖机场 回程：花湖机场→汇源→黄高西门→新港三路→虹桥 | 20元     |

*根据航班时刻发车。

### 铁路
花湖国际机场铁路联络线规划接轨武九铁路鄂州站，在机场南侧设置货运站，全长22千米。主要用于开行鄂州机场至省内和周边省会城市的货运班列。

## 历史

### 筹备阶段

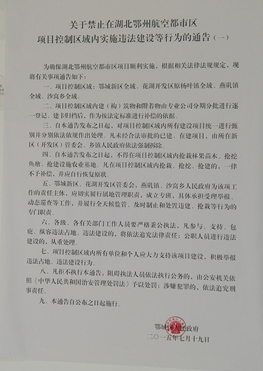
关于禁止在湖北鄂州航空都市区项目控制区域内实施违法建设等行为的通告

2013年，顺丰速运初步规划在中国中部地区建设货运门户枢纽机场。
2014年，顺丰速运开始与湖北省、民航局有关方面接洽，启动项目选址工作，将项目选址确定为武汉市及周边100公里范围内。
2014年12月8日，湖北省发改委与顺丰速运共同成立项目联合工作专班，开展前期工作。
2015年6月18日，国家民航局在北京组织专家对场址进行评审，燕矶场址获评第一优选场址。
2015年6月24日，顺丰公司正式致函湖北省政府，明确选定鄂州市燕矶为顺丰国际物流核心枢纽首选场址。
2015年8月28日，湖北省领导会见顺丰速运负责人，商讨顺丰国际物流核心枢纽项目建设事宜，双方就项目落户鄂州达成一致意见。
2015年10月9日，广州军区空军出具了《关于对湖北国际物流核心枢纽机场选址的初步意见》，鄂州燕矶场址顺利取得军方空域许可。
2016年1月13日，核心枢纽项目选址评审会在武汉召开，会议一致认为鄂州燕矶场址优于其他备选场址。
2016年4月6日，国家民航局正式批复鄂州民用机场选址报告，同意将鄂州燕矶作为推荐场址。
2016年5月3日，湖北省政府办公厅印发《关于成立省五大重点项目建设指挥部的通知》，成立“湖北国际物流核心枢纽项目建设指挥部 ”。
2016年11月23日，新建湖北鄂州机场项目预可研报告评估会召开。
2017年6月22日，中部战区空军参谋部与湖北省政府签订《新建湖北鄂州民用机场协议》，原则同意在燕矶镇东南新建民用机场。
2017年10月30日，湖北国际物流核心枢纽项目新建鄂州机场预可研评估会议召开。会上，鄂州机场预可研报告通过专家评估。
2017年12月13日，湖北省政府与顺丰速运签订《关于湖北国际物流核心枢纽项目合作协议》，并共同出资组建“湖北国际物流机场有限公司”，负责机场的建设和运营。
2017年12月15日，湖北国际物流机场有限公司注册成立，公司注册资本为50亿元人民币。该公司将负责湖北国际物流核心枢纽项目的规划、设计、投资、建设和运营。

### 建设阶段

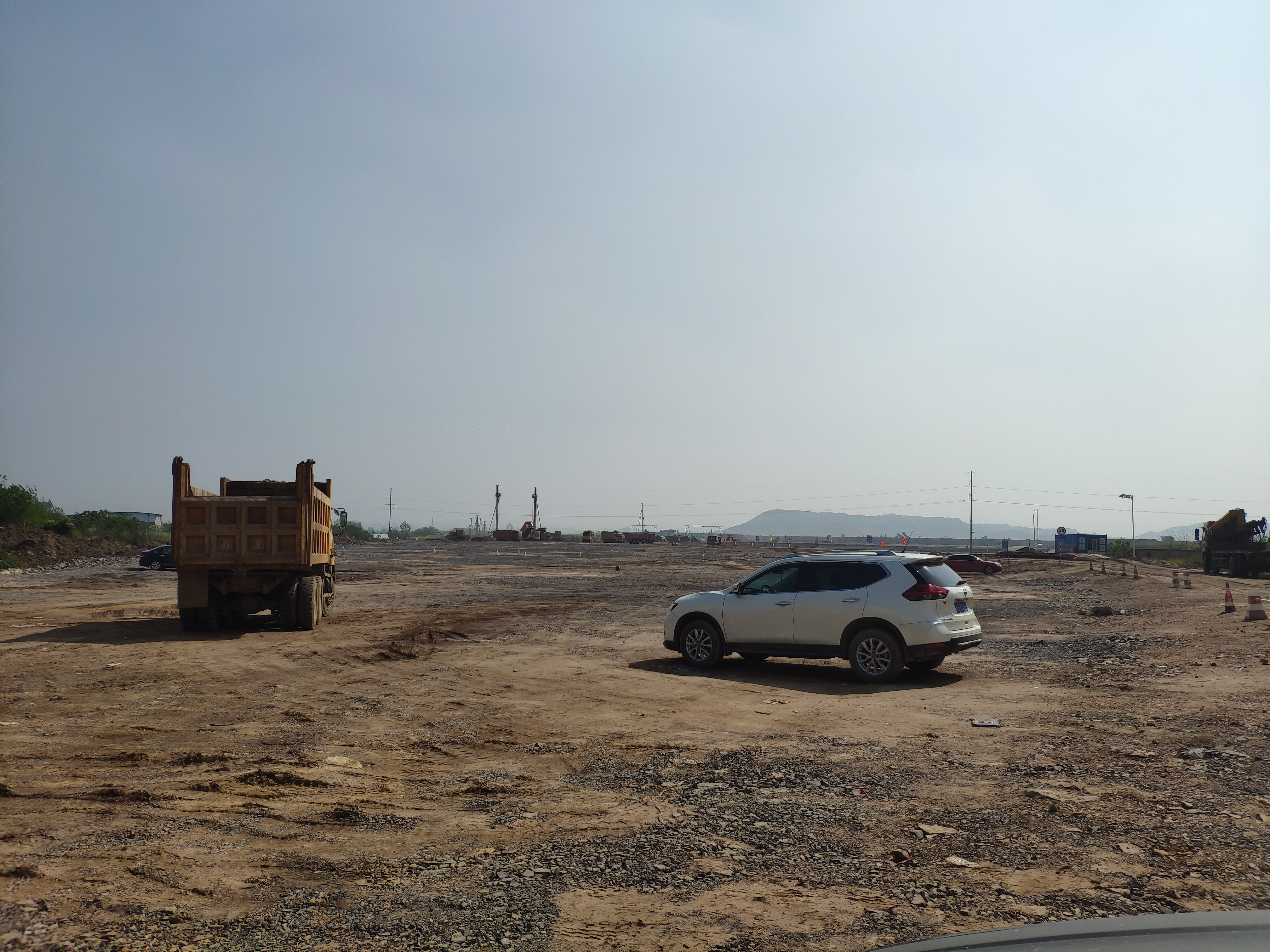
鄂州花湖机场施工现场（2020年4月）

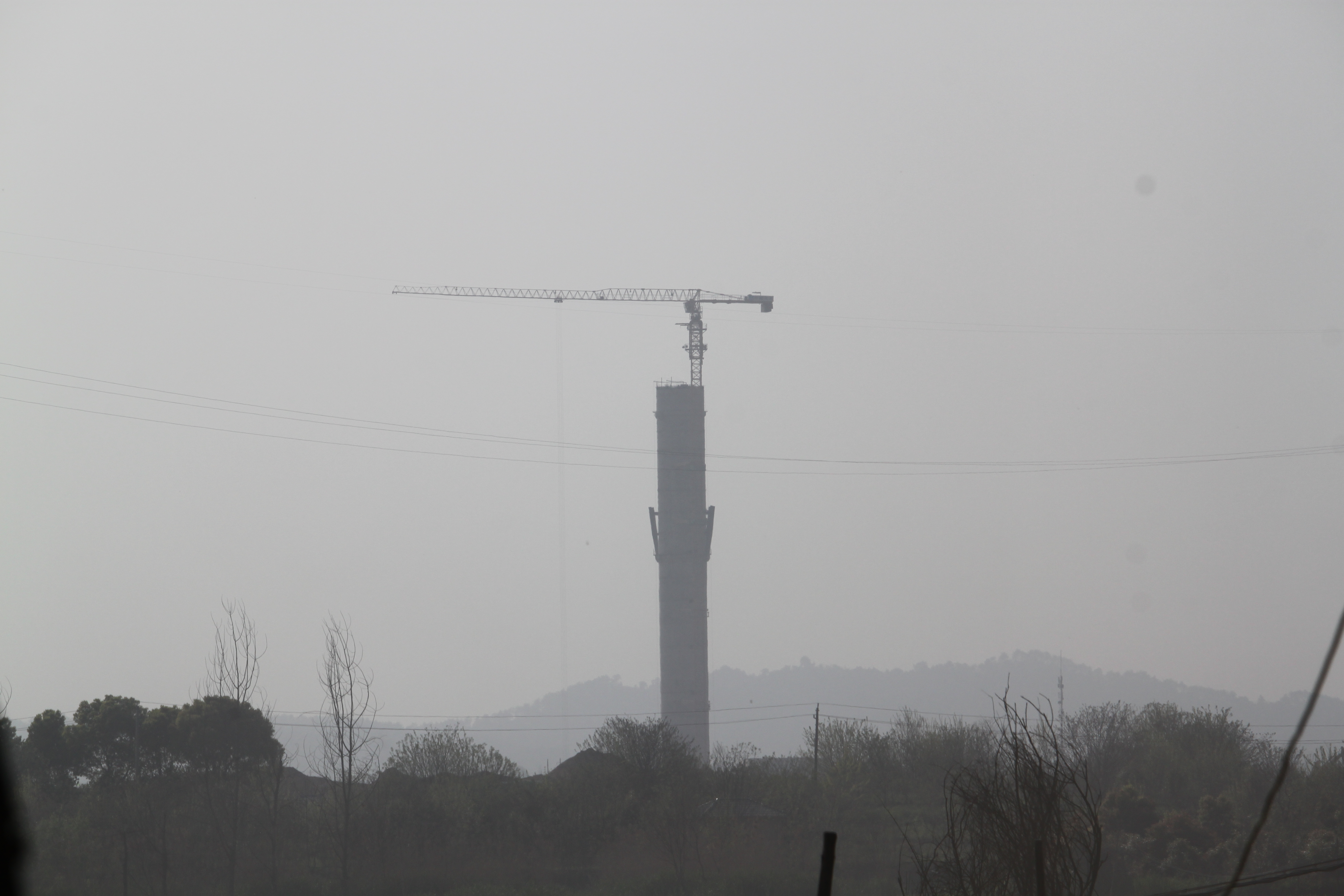
建设中的鄂州花湖机场塔台（2021年3月）

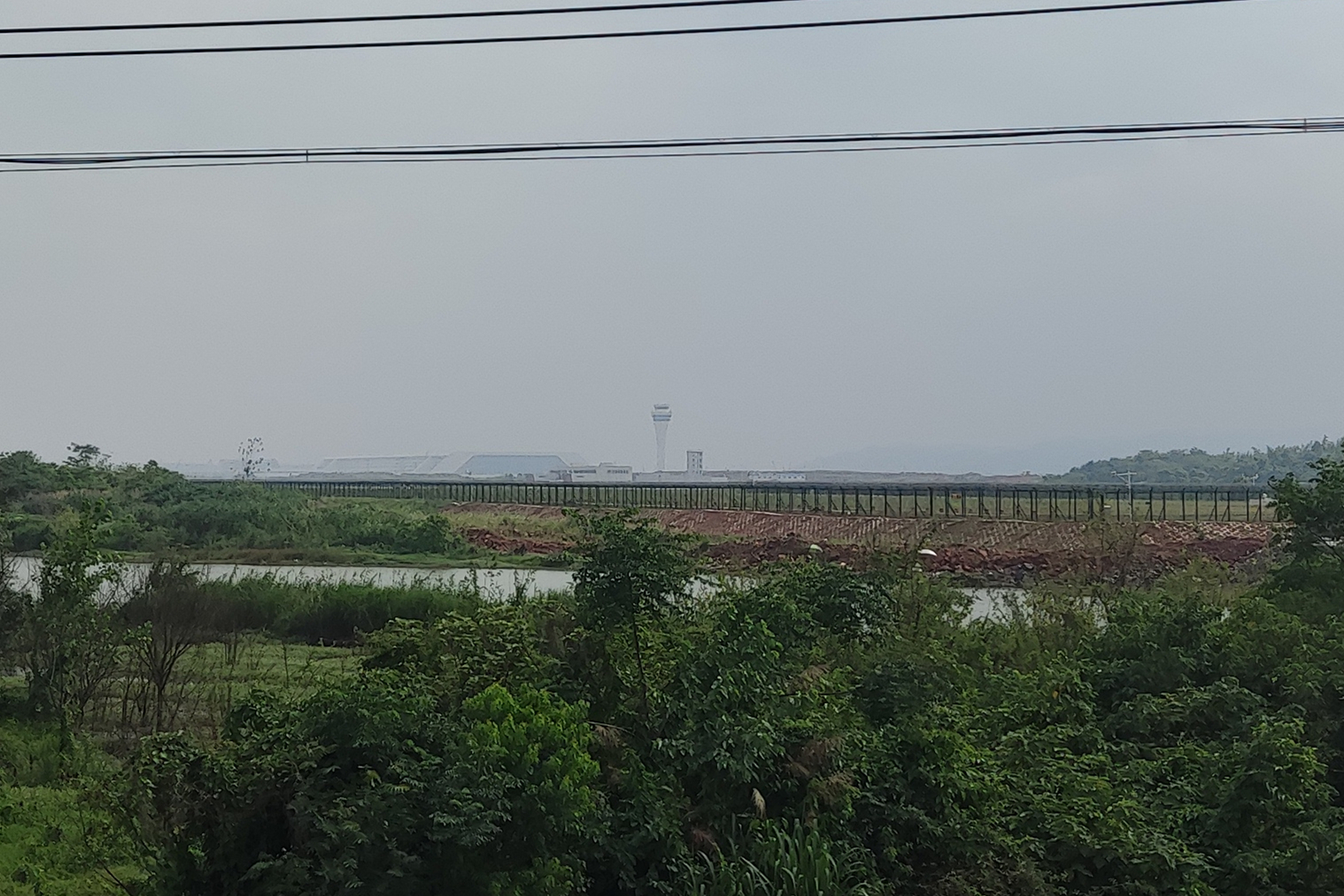
鄂州花湖机场东跑道北端（2022年6月）

2017年12月20日，航空都市区安置小区、花马湖水系综合治理、机场快速通道等8项机场配套工程集中开工建设。
2018年2月9日，国务院、中央军委批复同意新建湖北鄂州民用机场。
2018年10月24日，湖北鄂州民用机场总体规划评审会召开。评审通过《湖北鄂州民用机场总体规划》、《湖北鄂州民用机场总体规划阶段空域规划和飞行程序设计报告》和《湖北鄂州民用机场总体规划阶段飞机性能分析报告》。
2018年12月6日，新建湖北鄂州民用机场工程可行性研究报告评估会召开，鄂州民用机场可研报告通过国家发改委专家评估。
2018年12月27日，鄂州机场总体规划获得国家民航局批复。
2019年1月11日，国家发改委批复同意《新建湖北鄂州民用机场工程可行性研究报告》。
2019年1月29日，湖北鄂州民用机场工程初步设计审查会召开，鄂州机场工程初步设计通过专家审查。
2019年2月27日，鄂州机场项目机场工程初步设计获民航中南局和湖北省发改委联合批复。
2019年8月，机场主体工程建设全面启动。
2020年3月30日，机场空管工程塔台项目开工，是该机场首个启建的地面建筑。
2020年7月24日，机场客运航站楼开工。
2020年9月12日，机场转运中心工程动工。
2020年11月9日，机场供油工程开工。
2020年12月31日，机场顺丰航空基地开建。
2021年1月7日，经鄂州市政府批准、国家民航局同意，该机场正式命名“鄂州花湖机场”，英文名称为“EZHOU HUAHU AIRPORT”。
2021年6月，经中国民用航空局空中交通管理局批复，鄂州花湖机场四字代码（ICAO代码）正式确定为“ZHEC”。
2021年8月，经国际航空运输协会（IATA）批复，鄂州花湖机场三字代码（IATA代码）正式确定为“EHU”。
2021年11月15日，机场跑道工程、灯光工程、通信工程，导航工程、气象工程和监视工程完工，并于当月底完成预验收。
2021年12月29日，一架塞斯纳560型校验飞机在鄂州花湖机场降落，标志着机场投产飞行校验工作正式启动。校飞工作于2022年1月24日完成。
2022年3月14-16日，场道工程、助航灯光工程及空管工艺工程的竣工验收工作先后完成。
2022年3月19日，一架顺丰航空波音757-200飞机在鄂州花湖机场降落，并于当天完成试飞任务。这是中国首次以全货机为试飞机型来进行试飞工作。
2022年3月28-30日，鄂州花湖机场完成监视性飞行校验。
2022年4月28日及6月9日，鄂州花湖机场先后完成第一批、第二批行业验收。
2022年6月29日，民航中南地区管理局批准鄂州花湖机场使用许可证。

### 运营阶段

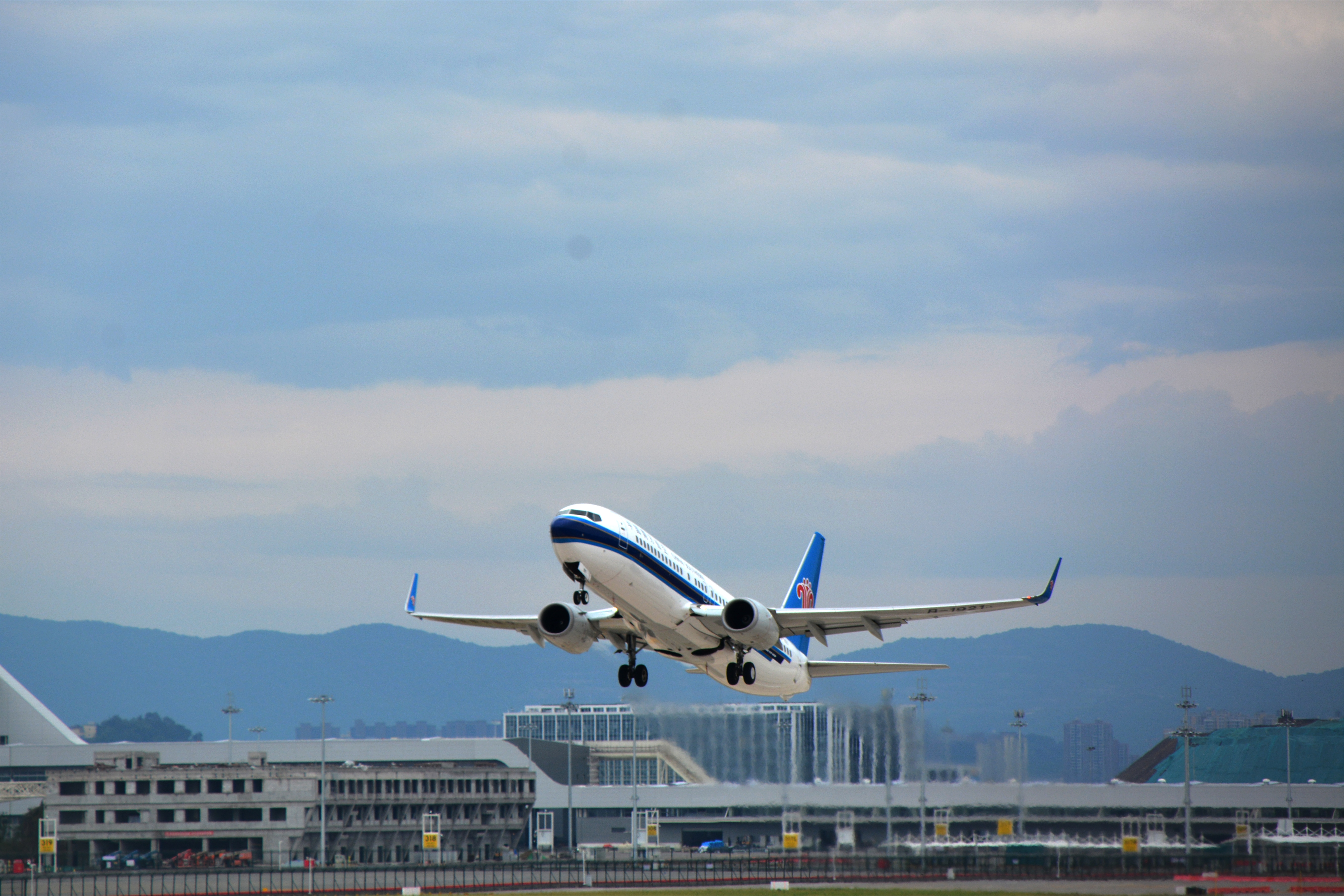
鄂州花湖机场首个客运航班（CZ5680）起飞

2022年7月17日，两架顺丰航空全货机和一架南方航空客机依次降落在鄂州花湖机场西跑道，标志着鄂州花湖机场正式通航。
2022年11月27日，鄂州花湖机场开通首条全货运航线。
2023年1月8日起，鄂州花湖机场航空口岸获批临时开放，可以运行国际货机航班。
2023年4月1日，鄂州花湖机场开通首条国际货运航线。同日，位于机场内的顺丰航空鄂州基地启用。
2023年4月26-27日，鄂州花湖机场开展了第三批行业验收，也是鄂州机场工程最后一批规模性验收，标志着鄂州花湖机场建设期全面结束。
2023年7月1日，基地航司顺丰航空启动转场工作。
2023年8月初，鄂州花湖机场开启双跑道运行模式。
2023年8月18日，一架阿联酋阿提哈德航空的班机飞抵鄂州花湖机场，成为鄂州花湖机场迎接的首个外国航司的航班。
2023年9月4日，顺丰航空转场工作基本完成，在鄂州花湖机场的国内货运航线达42条，每日起降货运航班达84架次。
2024年3月19日，国务院批复同意湖北鄂州花湖机场对外开放。
2024年5月15日，经中国民用航空局批复，同意“鄂州花湖机场”更名为“鄂州花湖国际机场”。
2025年6月6日，鄂州花湖国际机场米兰海外仓正式揭牌运营，是花湖机场首个海外仓。
2025年8月11日，鄂州花湖国际机场首个飞机维修基地正式投入运营。该基地由顺丰航空与新航工程合资建设。

## 未来发展

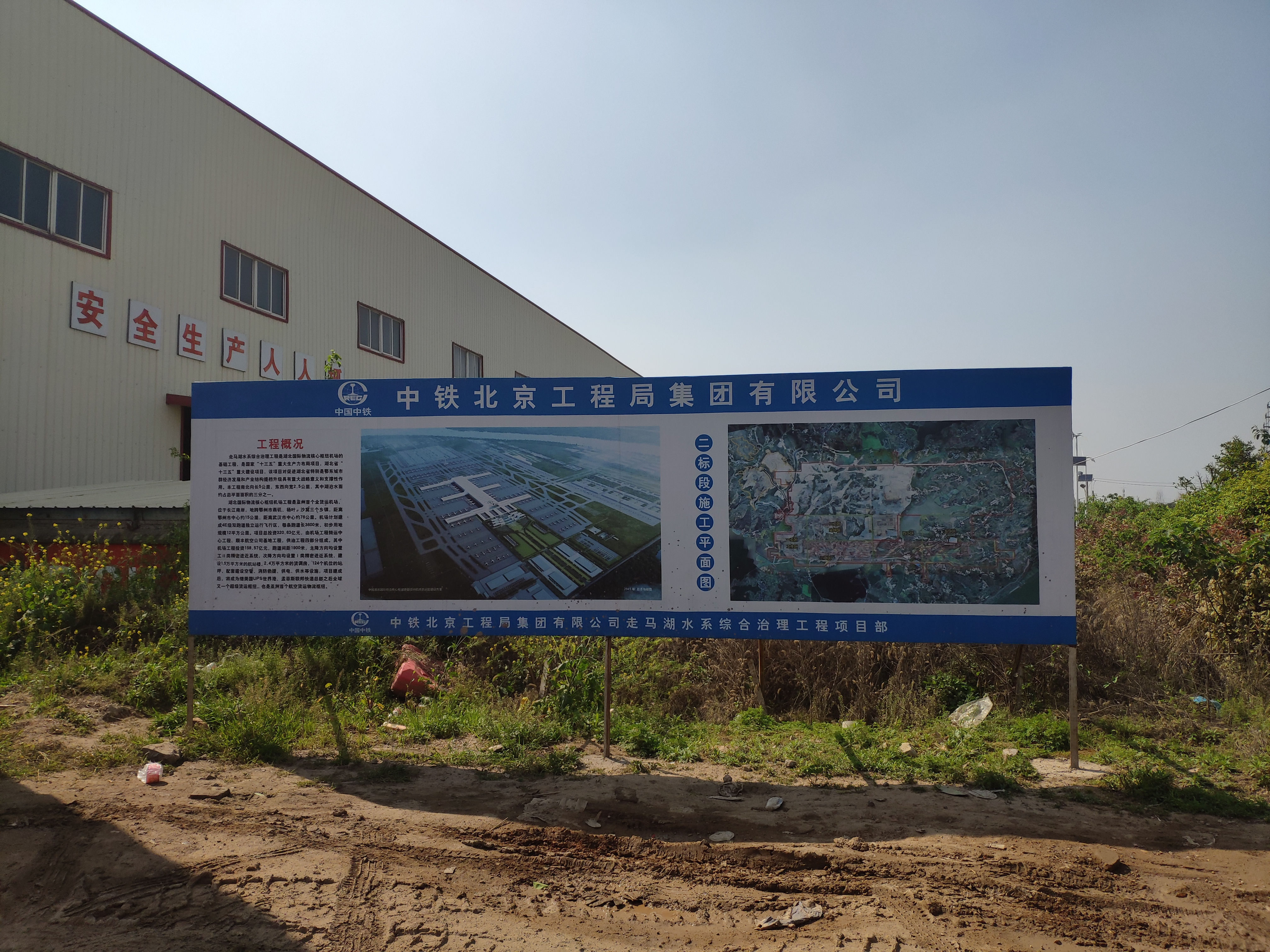
机场建设工地旁的效果图展板，展示有“2045年总体鸟瞰图”

### 業務定位
據中國大陸媒體聲稱，此機場是中國首個及亞洲首個「專業貨運樞紐機場」。

### 远期规划
远期规划年限为2045年，规划占地面积18.6平方公里，将扩建转运中心等设施，并在东跑道东侧新建客运航站楼和其他快递公司设施。预计此时年业务量为旅客吞吐量1,500万人次，邮货吞吐量765万吨。

### 远景规划
远景规划为终端发展目标，规划占地面积21.4平方公里。将在远期2045年规划的基础上，在东跑道东侧新建第三跑道，飞行区等级为4F，最终形成三条远距离独立平行跑道布局。

## 註释
1. ↑  亞洲首個一說存在爭議。[需要解释]